# Australia na Letnich Igrzyskach Olimpijskich 1932
Australię na Letnich Igrzyskach Olimpijskich 1932 reprezentowało 13 zawodników, 9 mężczyzn i 4 kobiety.

## Zdobyte medale
| Medal  | Zawodnik       | Dyscyplina  | Konkurencja              | Rezultat | Data        |
| ------ | -------------- | ----------- | ------------------------ | --- | ----------- |
| Złoto  | Dunc Gray      | Kolarstwo   | 1 km na czas             | 1:13,0 | 1 sierpnia  |
| Złoto  | Clare Dennis   | Pływanie    | 200 m stylem klasycznym  | 3:06,3 | 9 sierpnia  |
| Złoto  | Bobby Pearce   | Wioślarstwo | jedynka mężczyzn         | 7:44,4 | 13 sierpnia |
| Srebro | Bonnie Mealing | Pływanie    | 100 m stylem grzbietowym | 1:21,3 | 11 sierpnia |
| Brąz   | Eddie Scarf    | Zapasy      | waga półciężka           | W rundzie finałowej przegrał z reprezentantem USA Peterem Mehringerem oraz z reprezentantem Szwecji Thurem Sjöstedtem | 3 sierpnia  |

## Skład reprezentacji

### Kolarstwo

#### Kolarstwo torowe
| Zawodnik  | Konkurencja | Eliminacje        | Eliminacje | Repasaże   | Repasaże | Ćwierćfinał | Ćwierćfinał | Półfinały  | Półfinały | Finał      | Finał   | Pozycja |
| Zawodnik  | Konkurencja | Przeciwnik        | Miejsce    | Przeciwnik | Miejsce  | Przeciwnik  | Miejsce     | Przeciwnik | Miejsce   | Przeciwnik | Miejsce | Pozycja |
| --------- | ----------- | ----------------- | ---------- | ---------- | -------- | ----------- | ----------- | ---------- | --------- | ---------- | ------- | ------- |
| Dunc Gray | sprint      | Pellizzari Thomas | 1. Q       | —          | —        | Gervin      | 1. Q        | Chaillot   | 2. BMF    | Pellizzari | 2.      | 4.      |

| Zawodnik  | Konkurencja  | Czas   | Pozycja |
| --------- | ------------ | ------ | ------- |
| Dunc Gray | 1 km na czas | 1:13,0 | złoto   |

### Lekkoatletyka
Mężczyźni
| Zawodnik       | Konkurencja        | Eliminacje | Eliminacje | Ćwierćfinał | Ćwierćfinał | Półfinał | Półfinał | Finał   | Finał   |
| Zawodnik       | Konkurencja        | Wynik      | Miejsce    | Wynik       | Miejsce     | Wynik    | Miejsce  | Wynik   | Miejsce |
| -------------- | ------------------ | ---------- | ---------- | ----------- | ----------- | -------- | -------- | ------- | ------- |
| George Golding | 400 m              | 49,0       | 2. Q       | 48,6        | 3. Q        | 48,0     | 3. Q     | 48,8    | 6.      |
| George Golding | 400 m przez płotki | 55,2       | 3. Q       | —           | —           | 53,1     | 4.       | NQ      | NQ      |
| Bill Barwick   | 1500 m             | 4:03,5     | 7.         | —           | —           | —        | —        | NQ      | NQ      |
| Alex Hillhouse | 5000 m             | 15:14,0    | 6. Q       | —           | —           | —        | —        | 15:15,0 | 10.     |

Kobiety
| Zawodnik      | Konkurencja | Eliminacje | Eliminacje | Półfinał | Półfinał | Finał | Finał   |
| Zawodnik      | Konkurencja | Wynik      | Miejsce    | Wynik    | Miejsce  | Wynik | Miejsce |
| ------------- | ----------- | ---------- | ---------- | -------- | -------- | ----- | ------- |
| Eileen Wearne | 100 m       | 12,5       | 4.         | NQ       | NQ       | NQ    | NQ      |

### Pływanie
Mężczyźni
| Zawodnik     | Konkurencja     | Eliminacje | Eliminacje | Półfinał | Półfinał | Finał   | Finał   |
| Zawodnik     | Konkurencja     | Czas       | Miejsce    | Czas     | Miejsce  | Czas    | Miejsce |
| ------------ | --------------- | ---------- | ---------- | -------- | -------- | ------- | ------- |
| Noel Ryan    | 100 m dowolnym  | 1:02,9     | 4.         | NQ       | NQ       | NQ      | NQ      |
| Noel Ryan    | 400 m dowolnym  | 5:01,9     | 1. Q       | 4:58,7   | 5.       | NQ      | NQ      |
| Boy Charlton | 400 m dowolnym  | 4:59,8     | 1. Q       | 5:02,1   | 3.       | 4:58,6  | 6.      |
| Boy Charlton | 1500 m dowolnym | 20:09,5    | =2. Q      | 19:53,1  | 4.       | NQ      | NQ      |
| Noel Ryan    | 1500 m dowolnym | 20:12,6    | 2. Q       | 19:52,5  | 3. Q     | 19:45,1 | 4.      |

Kobiety
| Zawodniczka    | Konkurencja       | Eliminacje | Eliminacje | Półfinał | Półfinał | Finał  | Finał   |
| Zawodniczka    | Konkurencja       | Czas       | Miejsce    | Czas     | Miejsce  | Czas   | Miejsce |
| -------------- | ----------------- | ---------- | ---------- | -------- | -------- | ------ | ------- |
| Frances Bult   | 100 m dowolnym    | 1:11,4     | 3. Q       | 1:10,2   | 2. Q     | 1:09,9 | 5.      |
| Frances Bult   | 400 m dowolnym    | 6:03,0     | 3.         | NQ       | NQ       | NQ     | NQ      |
| Bonnie Mealing | 100 m grzbietowym | 1:21,6     | 2. Q       | —        | —        | 1:21,3 | srebro  |
| Clare Dennis   | 200 m klasycznym  | 3:08,2     | 1. Q       | —        | —        | 3:06,3 | złoto   |

### Wioślarstwo
| Bobby Pearce | jedynka | 7:27,0 | 1. Q | 7:44,4 | 1. | złoto |

### Zapasy
Styl wolny
| Konkurencja | Zawodnik       | Runda 1          | Runda 2          | Runda finałowa   | Miejsce |
| Konkurencja | Zawodnik       | Przeciwnik Wynik | Przeciwnik Wynik | Przeciwnik Wynik | Miejsce |
| ----------- | -------------- | ---------------- | ---------------- | ---------------- | ------- |
| Eddie Scarf | waga półciężka | Madison W        | Sjöstedt P       | Mehringer P      | brąz    |